# Invocation du mois de sha‘bãn

L'Entretien intime du mois de sha‘bãn, (arabe : المناجاة الشعبانية L’invocation du mois de sha‘bãn ou entretien intime du mois de sha'bãn)  est une invocation rapporté par l'Imam Ali , et a été récité par tous les imams.En raison de leur contenus c'est une invocation très important pour les musulmans chiites et chiites récitent cette invocation principalement dans Sha'ban mais il ne se limite pas à Sha'ban.

## Le narrateur
L’entretien intime du mois de sha‘bãn, est une invocation rapporté par l'Imam Ali , et a été récité par tous les imams.
Le narrateur de cette invocation est Ibn Khalawayh. Seyed Ibn Tâwûs dans le livre Iqbal al-a'mal,Mohammad Baqer al-Majlisi dans le livre Bihar ul Anwar et  Zad al-ma'ad et  Cheikh Abbas Al-Qommi dans le livre Mafatih-al-Jinan, al-Samahiji dans al-Sahifa al-'alawiyya ont cité cette l’invocation.

## Les points de vue
- Rouhollah Khomeini:« L’entretien intime du mois de sha‘bãn est l'un des plus grandes invocations et l'un des plus vastes sagesses de Dieu que seules certains peuvent en bénéficier dans la mesure de leur compréhension[7]. Avez-vous lu l’entretien intime du mois de sha‘bãn? Lis-le! l’entretien intime du mois de sha‘bãn est l'un des invocation qui si quelqu'un le suit et pense à ce sujet, il lui apporte au but[8] ».

- Sayyid 'Ali Khamenei:« L’entretien intime du mois de sha‘bãn qui est rapporté que Ahl al-Bayt ont été récitait il est l'un des invocations que leur style mystique et leurs expressions éloquentes, ont un contenu très important et plein de sagesse divine, qui ne se trouve pas en langues et expressions ordinaires et, fondamentalement, ne pouvait pas être déclaré en langues ordinaires. La supplication est une instance complète de l'oraison et l’invocation des serviteurs vertueux de Dieu, à leur bien-aimé de Dieu et à la sainte Seigneur. Il est la leçon de la sagesse, l'exemple de la supplication et la demande d'une personne fidèle de Dieu[9]. »

- Mirza Javad Maliki:« L’entretien intime du mois de sha‘bãn contient une vaste connaissance de la qualité de traiter du serviteur avec Dieu. il est la manière de supplication et de demander pardon »

## La traduction française de l'invocation avec le texte en arabe
Lire cet entretien intime que Ibn Khàlawayh a rapporté en disant qu’il est l’entretien intime du Prince des croyants (as) et des Imams de sa descendance (ams) qu’ils invoquaient durant le mois de Sha’ban.
اَللّـهُمَّ صَلِّ عَلى مُحَمَّد وَآلِ مُحَمَّد
Mon Dieu prie sur Muhammad et sur la famille de Muhammad,
وَاسْمَعْ دُعائي اِذا دَعَوْتُكَ، وَاْسمَعْ نِدائي اِذا نادَيْتُكَ، وَاَقْبِلْ عَليَّ اِذا ناجَيْتُكَ
Et écoute mon invocation quand je T’invoque, écoute mon appel quand je T’appelle, et tourne-Toi favorablement vers moi quand je m’adresse à Toi confidentiellement.
فَقَدْ هَرَبْتُ اِلَيْكَ، وَوَقَفْتُ بَيْنَ يَدَيكَ مُسْتَكيناً، لَكَ مُتَضرِّعاً اِلَيْكَ، راجِياً لِما لَدَيْكَ ثَوابي
Déjà, je me suis enfui vers Toi et me tiens devant Toi, soumis à Toi, Te suppliant, souhaitant ma récompense d’auprès de Toi.
وَتَعْلَمُ ما في نَفْسي، وَتَخْبُرُ حاجَتي، وَتَعْرِفُ ضَميري، وَلا يَخْفى عَلَيْكَ اَمْرُ مُنْقَلَبي وَمَثْوايَ
Tu sais ce qu’il y a dans mon âme, Tu as connaissance de mon besoin, Tu connais mon for intérieur et l’ordre de mon retournement [ma mort] et de ma demeure [dans l’Au-delà] ne T’est point caché,
وَما اُريدُ اَنْ اُبْدِيَ بِهِ مِنْ مَنْطِقي، واَتَفَوَّهُ بِهِ مِنْ طَلِبَتي، وَاَرْجُوهُ لِعاقِبَتي
Ni les propos que je veux tenir, ni la demande que je veux formuler, ni la fin que j’espère que moi.
وَقَدْ جَرَتْ مَقاديرُكَ عَليَّ يا سَيِّدي فيما يَكُونُ مِنّي اِلى آخِرِ عُمْري مِنْ سَريرَتي وَعَلانِيَتي
Déjà, Tu m’as assigné Tes mesures, ô Mon Maître, dans ce qu’il en sera de moi jusqu’à la fin de mes jours, en ce qui concerne le fond de mon cœur et ce qui est visible de tous, 
وَبِيَدِكَ لا بِيَدِ غَيْرِكَ زِيادَتي وَنَقْصي وَنَفْعي وَضرّي
Et sont en Ton pouvoir, et non en celui d’autre que Toi, l’ajout ou la réduction, ce qui me profite et ce qui me nuit.
اِلـهي اِنْ حَرَمْتَني فَمَنْ ذَا الَّذي يَرْزُقُني، وَاِنْ خَذَلْتَني فَمَنْ ذَا الَّذي يَنْصُرُني
Mon Dieu, si Tu me prives, alors qui va me pourvoir ? Si Tu m’humilies, alors qui va me secourir ?
اِلـهي اَعُوذُ بِكَ مِنَ غَضَبِكَ وَحُلُولِ سَخَطِكَ
Mon Dieu, je cherche protection auprès de Toi contre Ta colère et la manifestation de Ton Courroux.
اِلـهي اِنْ كُنْتُ غَيْرَ مُسْتاْهِل لِرَحْمَتِكَ فَاَنْتَ اَهْلٌ اَنْ تَجُودَ عَليَّ بِفَضْلِ سَعَتِكَ
Mon Dieu, si je ne mérite pas la Miséricorde, il est digne de Toi de me faire la faveur de Tes largesses.
اِلـهي كَأَنّي بِنَفْسي واقِفَةٌ بَيْنَ يَدَيْكَ وَقَدْ اَظَلَّها حُسْنُ تَوَكُّلي عَلَيْكَ، فَقُلْتَ ما اَنْتَ اَهْلُهُ وَتَغَمَّدْتَني بِعَفْوِكَ
Mon Dieu, [c’est] comme si mon âme se dressait devant Toi, sa bonne confiance en Toi, sa bonne confiance en Toi la protégeant de Toi, et que Toi, Tu disais ce dont Tu es digne et que Tu me couvrais de Ton Pardon.
اِلـهي اِنْ عَفَوْتَ فَمَنْ اَوْلى مِنْكَ بِذلِكَ
Mon Dieu, si Tu me pardonnes, qui serait meilleur que Toi pour le faire ?
وَاِنْ كانَ قَدْ دَنا اَجَلي وَلَمْ يُدْنِني مِنْكَ عَمَلي فَقَدْ جَعَلْتُ الاِقْرارَ بِالذَّنْبِ اِلَيْكَ وَسيلَتي
Et si mon terme s’est approché et que mes actes ne m’ont pas rapproché de Toi, j’ai déjà placé l’aveu de mes péchés comme mon crédit pour T’aborder.
اِلـهي قَدْ جُرْتُ عَلى نَفْسي في النَّظَرِ لَها، فَلَها الْوَيْلُ اِنْ لَمْ تَغْفِرْ لَها
Mon Dieu, j’ai été injuste envers mon âme dans la façon de la traiter, malheur à elle si Tu ne lui pardonnes pas !
اِلـهي لَمْ يَزَلْ بِرُّكَ عَلَيَّ اَيّامَ حَياتي فَلا تَقْطَعْ بِرَّكَ عَنّي في مَماتي
Mon Dieu, Ta Bonté à mon égard n’a pas cessé tout au long de ma vie, alors ne me la retire pas au moment de la mort.
اِلـهي كَيْفَ آيَسُ مِنْ حُسْنِ نَظَرِكَ لي بَعْدَ مَماتي، وَاَنْتَ لَمْ تُوَلِّني إلاّ الْجَميلَ في حَياتي
Mon Dieu, comment désespérer de Ton Regard Bienveillant sur moi après ma mort, alors que Tu ne m’as procuré que du Bienfait durant ma vie !
اِلـهي تَوَلَّ مِنْ اَمْري ما اَنْتَ اَهْلُهُ، وَعُدْ عَلَيَّ بِفَضْلِكَ عَلى مُذْنِب قَدْ غَمَرَهُ جَهْلُهُ
Mon Dieu, charge-Toi de mon ordre comme tu en es Digne et reviens à moi par Ta Faveur [que Tu montres] envers le pécheur plongé dans son ignorance. 
اِلـهي قَدْ سَتَرْتَ عَلَيَّ ذُنُوباً في الدُّنْيا وَاَنَا اَحْوَجُ اِلى سَتْرِها عَلَيَّ مِنْكَ في الاُخْرى
Mon Dieu, Tu as dissimulé mes péchés durant la vue sur terre et moi j’ai davantage besoin qu’ils soient dissimulés dans l’autre monde.
اِذْ لَمْ تُظْهِرْها لأحد مِنْ عِبادِكَ الصّالِحينَ، فَلا تَفْضَحْني يَوْمَ الْقِيامَةِ عَلى رُؤُوسِ الأشهاد
Puisque Tu ne les as fait apparaître à aucun de Tes serviteurs vertueux, alors ne me déshonore pas le Jour du Jugement Dernier, devant tout le monde.
اِلـهي جُودُكَ بَسَطَ اَمَلي، وَعفْوُكَ اَفْضَلُ مِنْ عَمَلي
Mon Dieu, Ta Largesse a développé mon espoir et Ton pardon est meilleur que mes actes.
اِلـهي فَسُرَّني بِلِقائِكَ يَوْمَ تَقْضي فيهِ بَيْنَ عِبادِكَ
Mon Dieu, rends-moi heureux de Ta Rencontre, le Jour où Tu rendras justice devant Tes serviteurs.
اِلـهىِ اعْتِذاري اِلَيْكَ اعْتِذارُ مَنْ لَمْ يَسْتَغْنِ عَنْ قَبُولِ عُذْرِهِ، فَاقْبَلْ عُذْري يا اَكْرَمَ مَنِ اعْتَذَرَ اِلَيْهِ الْمُسيئُونَ
Mon Dieu, les excuses que je Te présente sont celles de quelqu’un qui ne peut pas se passer de l’acceptation de ses excuses, ô le plus Généreux de ceux à qui les mauvais gens présentent leurs excuses.
اِلـهي لا َتَرُدَّ حاجَتي، وَلا تُخَيِّبْ طَمَعي، وَلا تَقْطَعْ مِنْكَ رَجائي وَاَمَلي
Mon Dieu ne repousse pas ma demande et ne déçois pas mes aspirations, ne me fais pas perdre l’espoir et l’espérance que j’ai en toi.
اِلـهي لَوْ اَرَدْتَ هَواني لَمْ تَهْدِني، وَلَوْ اَرَدْتَ فَضيحَتي لَمْ تُعافِني
Mon Dieu, si Tu voulais m’humilier, Tu ne m’aurais pas dirigé, si Tu voulais me mettre à découvert, Tu ne m’aurais pas préservé.
اِلـهي ما اَظُنُّكَ تَرُدُّني في حاجَة قَدْ اَفْنَيْتُ عُمْري في طَلَبَها مِنْكَ
Mon Dieu je ne pense pas que Tu me refuseras de satisfaire un besoin que j’ai passé ma vie à Te demander.
اِلـهي فَلَكَ الْحَمْدُ اَبَداً دائِماً سَرْمَداً، يَزيدُ وَلا يَبيدُ كَما تُحِبُّ وَتَرْضى
Mon Dieu, à Toi la Louange pour toujours, à jamais, éternelle, [une louange] qui augmente et ne disparaît pas, comme tu aimes et agrées.
اِلـهي اِنْ اَخَذْتَني بِجُرْمي اَخَذْتُكَ بِعَفْوِكَ، وَاِنْ اَخَذْتَني بِذُنُوبي اَخَذْتُكَ بِمَغْفِرَتِكَ، وَاِنْ اَدْخَلْتَني النّارَ اَعْلَمْتُ اَهْلَها اَنّي اُحِبُّكَ
Mon Dieu, si Tu prends en considération mon crime, alors je ferai appel à Ton Pardon, si Tu fais cas de mes péchés, alors j’en appellerai à Ton Absolution, et si Tu me fais entrer en Enfer, je ferai connaître à ses habitants mon amour pour Toi.
اِلـهي اِنْ كانَ صَغُرَ في جَنْبِ طاعَتِكَ عَمَلي فَقَدْ كَبُرَ في جَنْبِ رَجائِكَ اَمَلي
Mon Dieu, si mes actes sont infimes face à l’obéissance qui T’est due, mon espoir, par contre, s’agrandit au regard de mon espérance en Toi.
اِلـهي كيف اَنْقَلِبُ مِنْ عِنْدِكَ بِالَخْيبَةِ مَحْروماً، وَقَدْ كانَ حُسْنُ ظَنّي بِجُودِكَ اَنْ تَقْلِبَني بِالنَّجاةِ مَرْحُوماً
Mon Dieu, comment retournerai-je de chez Toi, déçu, malheureux, alors que ma bonne opinion de Ta Largesse [m’indique] que Tu me laisseras retourner, sauvé et pris en pitié [par Toi].
اِلـهي وَقَدْ اَفْنَيْتُ عُمْري في شِرَّةِ السَّهْوِ عَنْكَ، وَاَبْلَيْتُ شَبابي في سَكْرَةِ التَّباعُدِ مِنْكَ
Mon Dieu, j’ai passé ma vie dans l’insouciance de la négligence envers Toi et ma jeunesse dans l’étourdissement de mon éloignement de Toi,
اِلـهي فلَمْ اَسْتَيْقِظْ اَيّامَ اغْتِراري بِكَ وَرُكُوني اِلى سَبيلِ سَخَطِكَ
Et, mon Dieu je ne me suis pas réveillé durant ces jours où je me fourvoyais à Ton Propos et où je m’engageais sur une voie qui encourait Ton Courroux. 
اِلـهي وَاَنَا عَبْدُكَ وَابْنُ عَبْدِكَ قائِمٌ بَيْنَ يَدَيْكَ، مُتَوَسِّلٌ بِكَرَمِكَ اِلَيْكَ
Mon Dieu, je suis Ton serviteur et le fils de Tes serviteurs, me tenant devant Toi, [m’adressant] à Toi en implorant Ta Générosité. 
اِلـهي اَنَا عَبْدٌ اَتَنَصَّلُ اِلَيْكَ، مِمَّا كُنْتُ اُواجِهُكَ بِهِ مِنْ قِلَّةِ اسْتِحْيائي مِنْ نَظَرِكَ، وَاَطْلُبُ الْعَفْوَ مِنْكَ اِذِ الْعَفْوُ نَعْتٌ لِكَرَمِكَ،
Mon Dieu, je suis un serviteur qui désavoue auprès de Toi le peu de pudeur avec lequel il affrontait Ton Regard et qui Te demande pardon, le pardon était un trait de Ta Générosité.
اِلـهي لَمْ يَكُنْ لي حَوْلٌ فَانْتَقِلَ بِهِ عَنْ مَعْصِيَتِكَ إِلاّ في وَقْت اَيْقَظْتَني لِمحَبَّتِكَ، وَكَما اَرَدْتَ اَنْ اَكُونَ كُنْتُ
Mon Dieu, je n’avais pas de force pour éviter de Te désobéir jusqu’au moment où Tu m’as réveillé à Ton Amour et où je suis devenu tel que Tu me voulais.
فَشَكَرْتُكَ بِاِدْخالي في كَرَمِكَ، وَلِتَطْهيرِ قَلْبي مِنْ اَوْساخِ الْغَفْلَةِ عَنْكَ
Aussi, je Te remercie de m’avoir inclus dans Ta Générosité et pour avoir purifié mon cœur des saletés de ma négligence envers Toi. 
اِلـهي اُنْظُرْ اِلَيَّ نَظَرَ مَنْ نادَيْتَهُ فَاَجابَكَ، وَاْستَعْمَلتَهُ بِمَعونَتِكَ فَاَطاعَكَ
Mon Dieu, regarde-moi comme Tu regardes celui que Tu as appelé et qui T’a répondu, que Tu as employé avec Ton aide et qui T’a obéi,
يا قَريباً لا يَبْعُدُ عَنِ المُغْتَرِّ بِهِ، وَيا جَواداً لايَبْخَلُ عَمَّنْ رَجا ثَوابَهُ
O Proche qui n’est pas loin de celui qui s’est égaré, ô Généreux qui n’est pas avare envers celui qui espère une récompense de Lui.
اِلـهي هَبْ لي قَلْباً يُدْنيهِ مِنْكَ شَوْقُهُ وَلِساناً يُرْفَعُ اِلَيْكَ صِدْقُهُ، وَنَظَراً يُقَرِّبُهُ مِنْكَ حَقُّهُ
Mon Dieu, accorde-moi un cœur dont le désir [de Toi] le rend proche de Toi, une langue dont la sincérité monte jusqu’à Toi, un regard dont l’exactitude le rapproche de Toi.
اِلـهي إنَّ مَنْ تَعَرَّفَ بِكَ غَيْرُ مَجْهُول وَمَنْ لاذَ بِكَ غَيْرُ مَخْذُول، وَمَنْ اَقْبَلْتَ عَلَيْهِ غَيْرُ مَمْلُول
Mon Dieu, en effet, celui qui s’est fait connaître à Toi n’est pas ignoré, celui qui s’est réfugié auprès de Toi n’est pas trahi et celui qui Tu as rapproché n’est pas esclave [de quiconque].
اِلـهي اِنَّ مَن انْتَهَجَ بِكَ لَمُسْتَنيرٌ وِاِنَّ مَنِ اعْتَصَمَ بِكَ لَمُسْتَجيرٌ، وَقَدْ لُذْتُ بِكَ
Mon Dieu, en effet, celui qui suit Ta voie est éclairé, celui qui s’est immunisé par Toi est protégé, et moi, je me suis déjà réfugié auprès de Toi.
يا اِلـهي فَلا تُخَيِّبْ ظَنّي مِنْ رَحْمَتِكَ، وَلا تَحْجُبْني عَنْ رَأفَتِكَ
O Mon Dieu, ne me déçois donc pas dans l’opinion que j’ai de Ta Miséricorde, ne me voile pas de Ta Bonté [m’en privant].
اِلـهي اَقِمْني في اَهْلِ وِلايَتِكَ مُقامَ مَنْ رَجَا الزِّيادَةَ مِنْ مَحَبَّتِكَ
Mon Dieu, accorde-moi, auprès des gens de Ton autorité, la place de celui qui espère T’aimer davantage.
اِلـهي وَاَلْهِمْني وَلَهاً بِذِكْرِكَ اِلى ذِكْرِكَ وَهِمَّتي في رَوْحِ نَجاحِ اَسْمائِكَ وَمَحَلِّ قُدْسِكَ
Mon Dieu, inspire-moi la passion d’une évocation à une autre, l’ardeur dans le plaisir d’aboutir à Tes Noms et au lien de Ta Sainteté.
اِلـهي بِكَ عَلَيْكَ إلاّ اَلْحَقْتَني بِمَحَلِّ اَهْلِ طاعَتِكَ وَالْمَثْوىَ الصّالِحِ مِنْ مَرْضاتِكَ
Mon Dieu, par Toi, puisses-Tu me faire atteindre la place de ceux qui T’obéissent et l’honorable demeure de Ta Satisfaction,
فَاِنّي لا اَقْدِرُ لِنَفْسي دَفْعاً، وَلا اَمْلِكُ لَها نَفْعاً
Car je n’ai pas la force de défendre mon âme et je ne détiens rien qui lui soit utile !
اِلـهي اَنَا عَبْدُكَ الضَّعيفُ الْمُذْنِبُ، وَمَمْلُوكُكَ الْمُنيبُ، فَلا تَجْعَلْني مِمَّنْ صَرَفتَ عَنْهُ وَجْهَكَ، وَحَجَبَهُ سَهْوُهُ عَنْ عَفْوِكَ
Mon Dieu, je suis Ton serviteur faible et pécheur, Ton esclave repentant, alors ne me place pas parmi ceux de qui Tu as détourné Ton Visage et dont l’insouciance a voilé Ton Pardon.
اِلـهي هَبْ لي كَمالَ الانْقِطاعِ اِلَيْكَ، وَاَنِرْ اَبْصارَ قُلُوبِنا بِضِياءِ نَظَرِها اِلَيْكَ، حَتّى تَخْرِقَ اَبْصارُ الْقُلُوبِ حُجُبَ النُّورِ فَتَصِلَ اِلى مَعْدِنِ الْعَظَمَةِ، وَتَصيرَ اَرْواحُنا مُعَلَّقَةً بِعِزِّ قُدْسِكَ
Mon Dieu, accorde-moi de me consacrer totalement à Toi, illumine les visions de nos cœurs par la lumière de leur regard sur Toi, jusqu’à ce qu’elles déchirent les voiles de lumière et atteignent ainsi la source de Ta Grandeur, et que nos esprits soient suspendus à la Gloire de Ta Sainteté. 
اِلـهي وَاْجَعَلْني مِمَّنْ نادَيْتَهُ فَاَجابَكَ، وَلاحَظْتَهُ فَصَعِقَ لِجَلالِكَ، فَناجَيْتَهُ سِرّاً وَعَمِلَ لَكَ جَهْراً
Mon Dieu, place-moi parmi ceux que Tu as appelés et qui T’ont répondu, que Tu as remarqués et qui sont tombés foudroyés devant Ta Majesté, avec qui Tu T’es entretenu en secret et qui ont agi pour Toi ouvertement.
اِلـهي لَمْ اُسَلِّطْ عَلى حُسْنِ ظَنّي قُنُوطَ الاِِياسِ، وَلاَ انْقَطَعَ رَجائي مِنْ جَميلِ كَرَمِكَ،
Mon Dieu, je n’ai pas laissé le désespoir prendre le dessus sur ma bonne opinion  [de Toi] ni n’ai cessé de garder espoir en la Beauté de Ta Générosité.
اِلـهي اِنْ كانَتِ الْخَطايا قَدْ اَسْقَطَتْني لَدَيْكَ، فَاصْفَحْ عَنّي بِحُسْنِ تَوَكُّلي عَلَيْكَ
Mon Dieu, si les fautes sont causes de ma chute à Tes Yeux, alors pardonne-moi en raison de la bonne confiance que j’ai en Toi. 
اِلـهي اِنْ حَطَّتْني الذُّنوبُ مِنْ مَكارِمِ لُطْفِكَ، فَقَدْ نَبَّهَني الْيَقينُ اِلى كَرَمِ عَطْفِكَ
Mon Dieu, si les péchés m’ont déchu des actes nobles de Ta subtilité, la certitude a attiré mon attention sur la générosité de     Ton affection.
اِلـهي اِنْ اَنَامَتْنِى الْغَفْلَةُ عَنِ الاسْتْعِدادِ لِلِقائِكَ، فَقَدْ نَبَّهَني، الْمَعْرِفَةُ بِكَرَمِ آلائِكَ
Mon Dieu, si la négligence m’a fait négliger de me préparer à Ta Rencontre, déjà la connaissance a attiré mon attention sur la largesse de Tes Dons.
اِلـهي اِنْ دَعاني اِلى النّارِ عَظيْمُ عِقابِكَ، فَقَدْ دَعاني اِلَى الْجَنَّةِ جَزيلُ ثَوابِكَ
Mon Dieu, si la grandeur de Ton Châtiment m’appelle à l’Enfer, l’abondance de Tes Récompenses m’appelle déjà vers le Paradis.
اِلـهي فَلَكَ اَسْأَلُ وَاِلَيْكَ اَبْتَهِلُ وَاَرْغَبُ
Mon Dieu c’est à toi que je m’adresse et c’est Toi que j’implore et que je désire.
وَاَساَلُكَ اَنْ تُصَلِّيَ عَلى مُحَمَّد وَآلِ مُحَمَّد، وَاَنْ تَجْعَلَني مِمَّنْ يُديمُ ذِكَرَكَ، وَلا يَنْقُضُ عَهْدَكَ، وَلا يَغْفُلُ عَنْ شُكْرِكَ، وَلا يَسْتَخِفُّ بأمرِك
Je te demande de prier sur Muhammad et sur la famille de Muhammad, et de faire de moi un de ceux qui prolongent ton Rappel, qui ne reviennent pas sur leur engagement, qui ne négligent pas de Te remercier et qui ne sous-estiment pas Ton Ordre.
اِلـهي وَاَلْحِقْني بِنُورِ عِزِّكَ الاَْبْهَجِ، فَاَكُونَ لَكَ عارِفاً، وَعَنْ سِواكَ مُنْحَرِفاً، وَمِنْكَ خائِفاً مُراقِباً
Mon Dieu, adjoins-moi à la plus splendide lumière de Ta Gloire afin de Te connaître et de me détourner de tout ce qui est autre que Toi, d’être dans la crainte de Toi et plein d’égards envers Toi.
يا ذَالْجَلالِ وَالاِكْرامِ، وَصَلَّى اللهُ عَلى مُحَمَّد رَسُولِهِ وَآلِهِ الطّاهِرينَ وَسَلَّمَ تَسْليماً كَثيراً
O Détenteur de la Majesté et de la Générosité, que Dieu prie sur Muhammad, Son Messager et sur sa famille, les purs, et les salue de beaucoup de saluts. 
Cet entretien intime est d’une grande importance, rapportée de nos Imams (ams), renfermant un contenu élevé. Il est bon de l’invoquer avec la présence du cœur.

## les Commentaires
- le Commentaire sur l’invocation du mois de sha‘bãn, Mohammad Mohammadi Gilani, publication Sayeh, Téhéran, 1994.
- Commentaire morale sur l’invocation du mois de sha‘bãn, Hossein Mazaheri en deux volumes.